# Christoph Chorherr
Christoph Chorherr (ur. 9 grudnia 1960 w Wiedniu) – austriacki polityk, nauczyciel akademicki, przedsiębiorca i samorządowiec, poseł do wiedeńskiego landtagu, w latach 1996–1997 lider Zielonych – Zielonej Alternatywy.

## Życiorys
Syn dziennikarza Thomasa Chorherra, który był m.in. redaktorem naczelnym „Die Presse”. Ukończył studia z zakresu ekonomii środowiska na Uniwersytecie Ekonomicznym w Wiedniu. W 1987 podjął pracę jako nauczyciel akademicki na macierzystej uczelni, wykładał też na Uniwersytecie Wiedeńskim i na Uniwersytecie Technicznym w Wiedniu. W latach 90. zajmował się też prowadzeniem działalności gospodarczej w ramach przedsiębiorstwa projektowego.
Zaangażował się w działalność polityczną w ramach austriackich Zielonych, w latach 1986–1991 był konsultantem partyjnej frakcji do spraw polityki gospodarczej, transportowej i energetycznej. W latach 1991–1996 był niewykonawczym członkiem zarządu miejskiego Wiednia. W 1996 został rzecznikiem federalnym Zielonych – Zielonej Alternatywy, stając się tym samym liderem swojego ugrupowania. Stanowisko to zajmował do 1997. Również w 1996 po raz pierwszy uzyskał mandat radnego miejskiego Wiednia i jednocześnie posła do stołecznego landtagu. Z powodzeniem ubiegał się o reelekcję w kolejnych wyborach. W latach 1997–2004 przewodniczył klubowi poselskiemu Zielonych. W 2018 powrócił do działalności biznesowej w ramach prywatnej firmy piekarniczej, w 2019 zrezygnował z mandatu poselskiego.